# Olga Oppenheimer

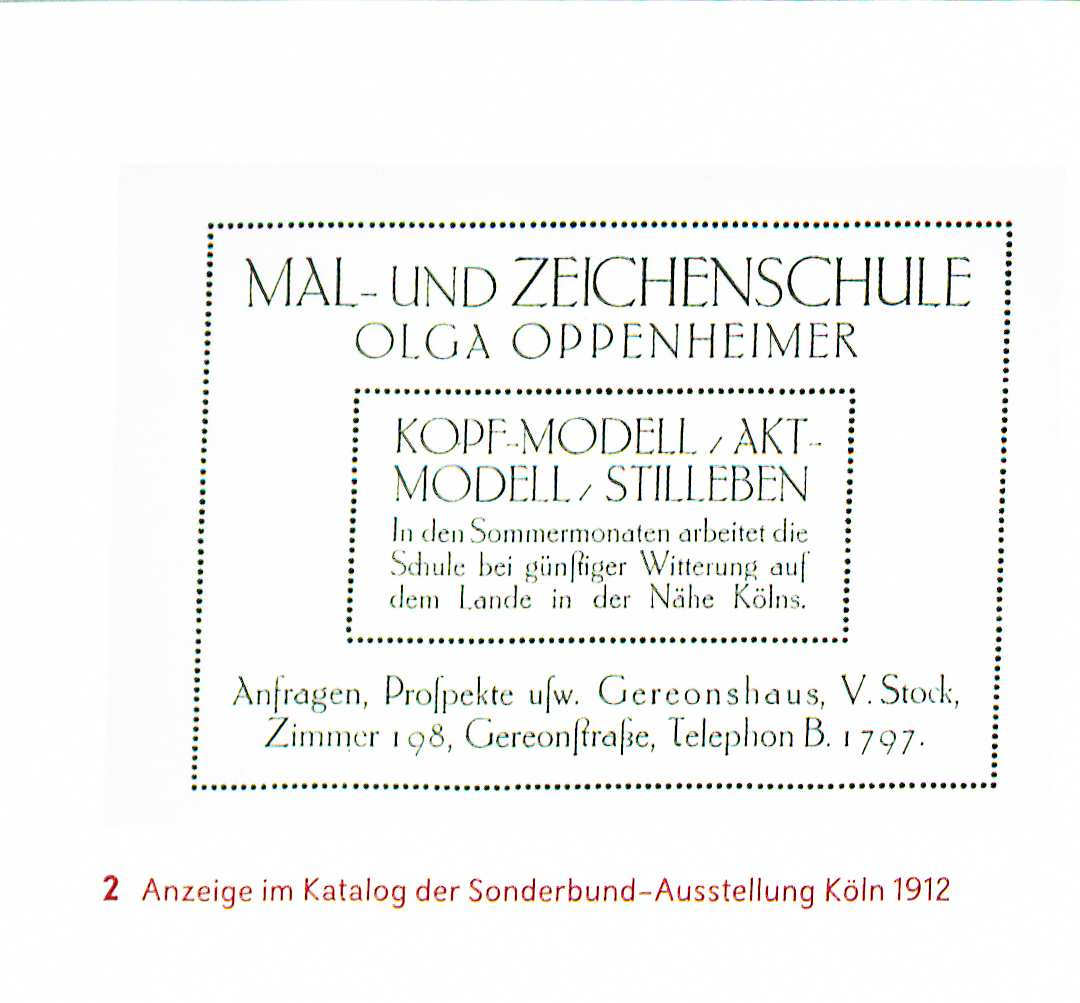
Mal- und Zeichenschule Olga Oppenheimer (Szkoła malowania i rysunku Olga Oppenheimer). Ogłoszenie w katalogu międzynarodowej wystawy artystycznej, 1912

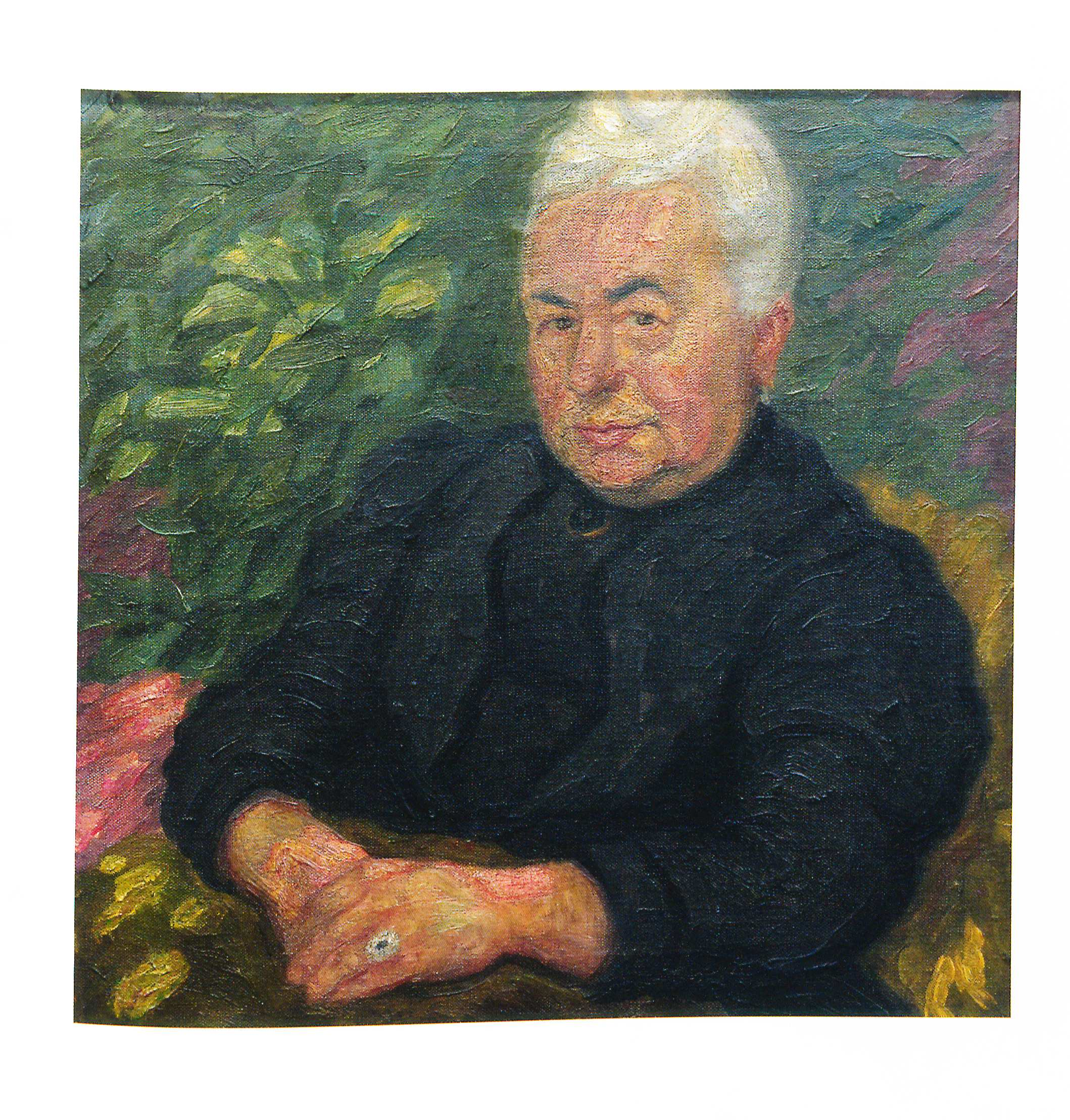
Olga Oppenheimer: Bildnis Bertha Oppenheim, 1907

Olga Oppenheimer (ur. 9 czerwca 1886 w Kolonii, zm. 4 lipca 1941 w obozie koncentracyjnym na Majdanku) – niemiecka malarka i graficzka pochodzenia żydowskiego. Współzałożycielka stowarzyszenia sztuki nowoczesnej Gereonsklub w Kolonii (1911). W 1912 i 1913 roku wzięła udział w międzynarodowej wystawie sztuki Sonderbund w Kolonii, a w 1913 – jako jedyna niemiecka artystka – w Armory Show. W 1918 roku z powodu depresji musiała przerwać karierę artystyczną. W 1941 roku deportowana do obozu koncentracyjnego na Majdanku, gdzie została zamordowana.

## Życiorys
Olga urodziła się jako najstarsze z sześciorga dzieci Maxa Samuela Oppenheimera i jego żony Emilie Wilhelmine. Jej rodzice prowadzili dochodowe przedsiębiorstwo tekstylne. Olga wychowywała się w zamożnym, liberalnym środowisku żydowsko-mieszczańskim. Rodzice rozwijali jej talent do rysowania. W 1907 roku Olga Oppenheimer studiowała razem ze swoją przyjaciółką, Emilie Worringer, w Dachau u Adolfa Hölzela oraz w Akademii Sztuk Pięknych w Monachium. Po krótkim pobycie w Kolonii wyjechała w 1909 roku do Paryża, gdzie studiowała pod kierunkiem Paula Sérusiera. Jej wcześniejsze dwubarwne drzeworyty ujawniły wpływ Félix Vallottona. Po powrocie do Kolonii wspólnie z Emilie Worringer założyła w budynku Gereonshaus studio oraz szkołę malarstwa i rysunku. W jego murach obie wspólnie z Franzem M. Jansenem założyły w 1910 roku Gereonsklub, organizując w jego salach wystawy sztuki nowoczesnej (między innymi dzieła Vincenta van Gogha, Gustava Klimta i Pabla Picassa) oraz spotkania nadreńskiej awangardy. W tym samym roku na wystawie II. Ausstellung des Kölner Künstlerbundes w Wallraf-Richartz-Museum Olga Oppenheimer zaprezentowała po raz pierwszy własne prace. W latach 1910–1913 wystawiała swoje obrazy figuralne, martwe natury oraz drzeworyty na różnych awangardowych wystawach w Kolonii i Bonn. W 1912 i 1913 roku uczestniczyła w wystawie Sonderbund w Kolonii.
W 1913 roku, jako jedyna niemiecka artystka, wzięła udział w wystawie Armory Show w Nowym Jorku, Bostonie i Chicago. Jej prace najprawdopodobniej widział na wystawie Sonderbund Walt Kuhn, który uzgodnił następnie ich wystawienie na Armory Show. Sześć drzeworytów artystki, będących ilustracjami do powieści Van Zantens lykkelige Tyd, duńskiego pisarza Lauridsa Bruuna zostało wystawionych w galerii G razem z drzeworytami i litografiami Edvarda Muncha.
W tym samym roku Olga Oppenheimer wyszła za mąż za brata przyjaciółki, restauratora Adolfa Worringera, któremu urodziła dwóch synów. Z nieznanych powodów porzuciła malarstwo. Być może przyczyną była widoczna u niej już wtedy ciężka depresja. I wojna światowa pogłębiła jej zły stan psychiczny do tego stopnia, że jej rodzina zabrała ją w 1918 roku do sanatorium Waldbreitbach w Neuwied. Olga Oppenheimer spędziła tam ponad 20 lat. W 1936 roku Adolf Worringer rozwiódł się z nią na podstawie ustaw norymberskich. W ramach nazistowskiego programu Akcja T4 została w 1941 roku deportowana do obozu koncentracyjnego na Majdanku i tam zamordowana.